# Villa Mairea
Villa Mairea je obytný dům v Noormarkku na předměstí finského města Pori, který projektovali Alvar Aalto a jeho manželka Aino Aaltoová. Byl postaven v letech 1938–1939 pro manžele Harryho a Maire Gullichsenovy, zámožné mecenáše moderního umění.
Vila je postavena v duchu organické architektury a je zasazena do okolních lesů. Byla inspirována domem Fallingwater Franka Lloyda Wrighta, japonskou architekturou i tradičními finskými venkovskými domy. Půdorys je ve tvaru písmene L a plocha domu dosahuje 800 čtverečních metrů. Převládajícími materiály jsou dřevo, kámen a cihla. K domu patří sauna a bazén, který byl jako první na světě postaven ve tvaru ledviny.
Dům byl obýván Maire Gullichsenovou do roku 1987. Od té doby je majetkem koncernu Ahlstrom-Munksjö (Maire Gullichsenová byla vnučkou zakladatele firmy Anttiho Ahlströma). V části domu se pořádají prohlídky pro veřejnost, ve vile se nachází bohatá sbírka moderního umění (Pablo Picasso, Georges Braque, Amedeo Modigliani). V letech 2016 až 2017 prošla vila rekonstrukcí. Je zapsána v katalogu moderní architektury mezinárodní organizace Iconic Houses, která sdružuje mimořádná díla světových architektů, architektonicky významné domy, domy umělců a ateliéry z 20. století přístupné veřejnosti jako domovní muzea.